# MEA (varuhus)

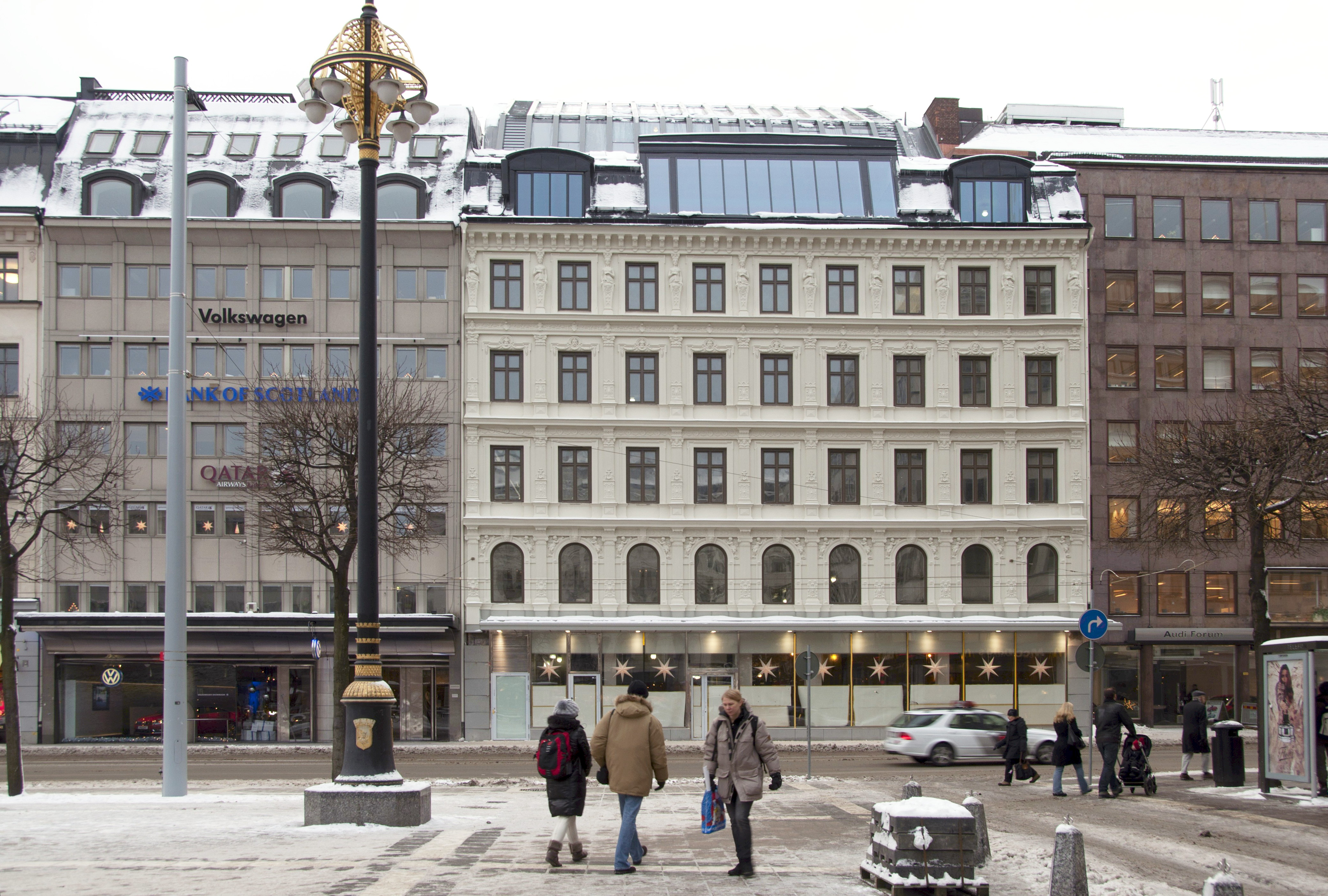
Det gamla MEA-huset på Hamngatan 15 i Stockholm.

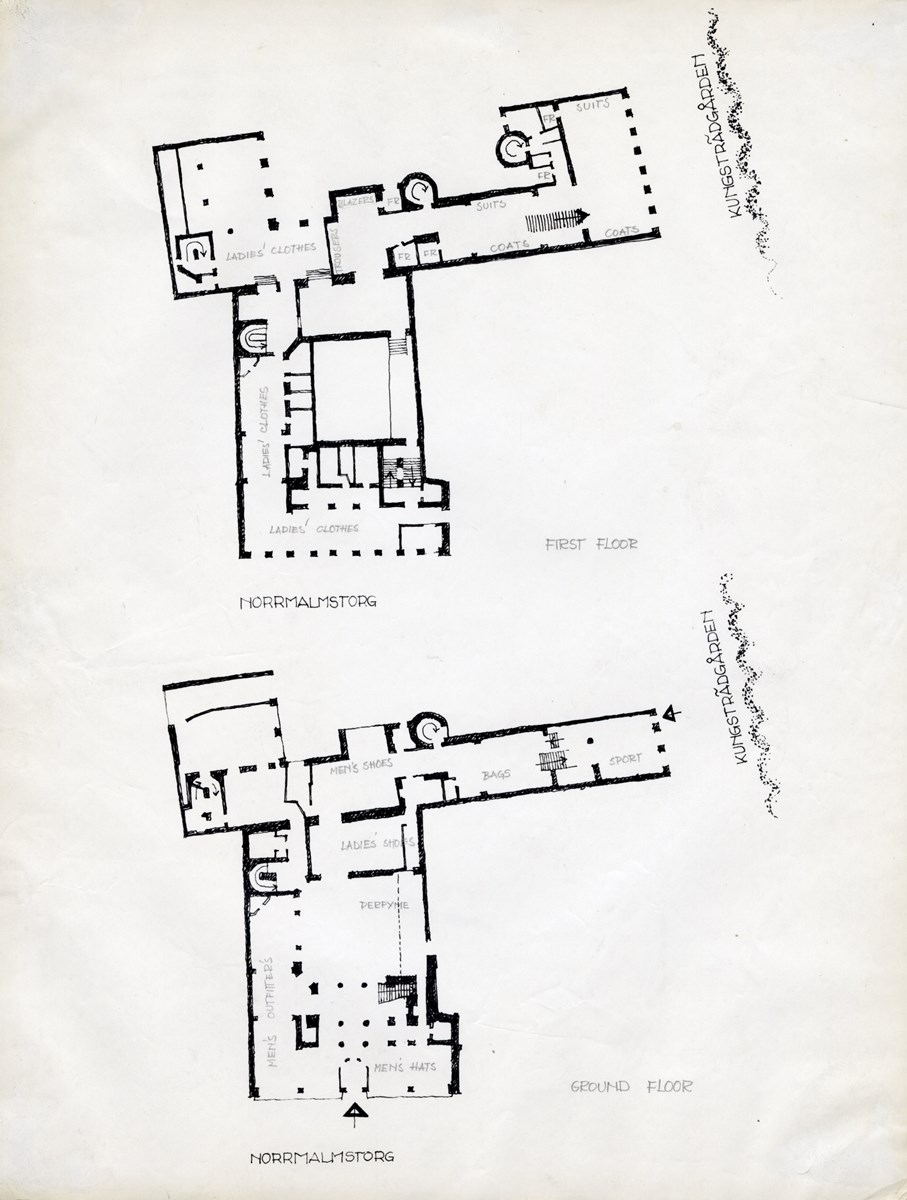
Ritning över MEA-huset.

Militär Ekiperings Aktiebolaget (MEA) var ett varuhus i Stockholm verksamt mellan 1883 och 1985 med fokus på uniformer. Varumärket har sedan återuppstått 1990 
som Stockholms Militär Ekiperings Aktiebolag som ett skrädderi med inriktning mot uniformer, vilket 1993 blev  kunglig hovleverantör.
Militär Ekiperings Aktiebolaget grundades 1883 av Sven Palme och sålde uniformer och andra tillbehör för militärer. Verksamheten startade i fastigheten Styrpinnen 19 på Hamngatan 15, senare känt som MEA-huset. MEA köpte senare hela fastigheten och utvecklades till ett fullsortimentsvaruhus. Senare under 1900-talet inriktades MEA enbart på mode. Huset byggdes om flera gånger under 1900-talet för varuhusets behov. År 1985 försattes företaget i konkurs.

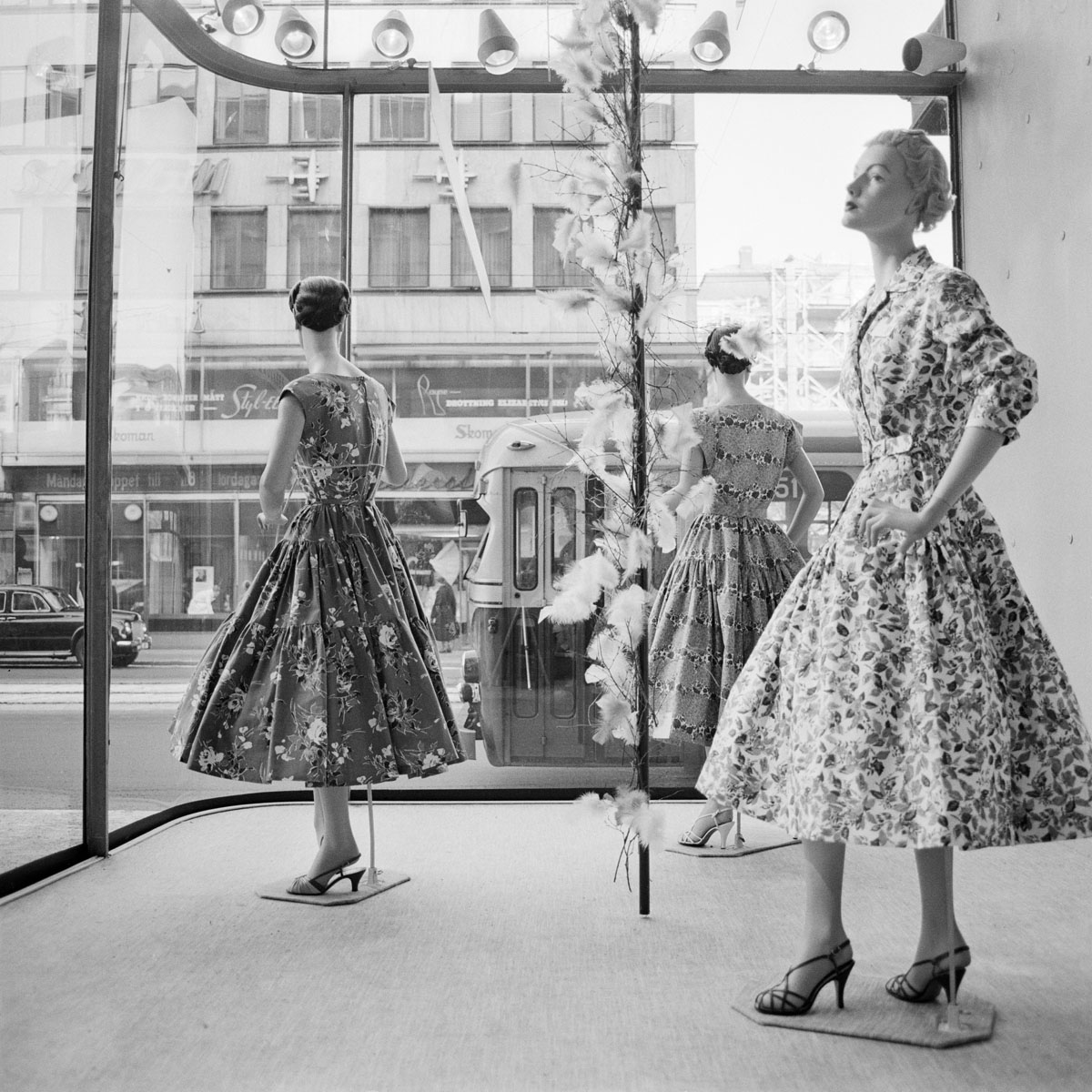
MEA:s skyltfönster 1957.
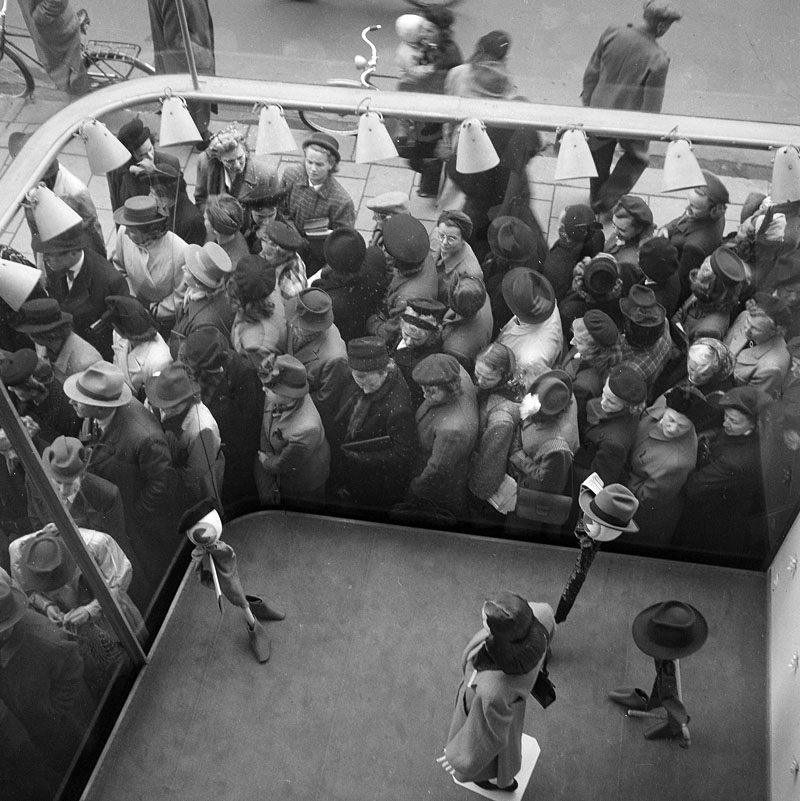
Kö vid MEA på 1940-talet.